# 久米島郵票
久米島郵票是日本沖繩縣的久米島在第二次世界大戰後的1945年10月至1946年5月之間，短暫發行的臨時郵票，因為當時原本使用的日本郵票在美軍控制琉球後被禁止使用，也不得用來兌換新郵票，因此久米島上出現了此種臨時郵票。
同一時期，宮古島上也發行了類似的郵票。

## 概要
- 印刷：油印版
- 發行張數：3140張
- 圖案：印有「KUME JIMA」字樣，以及久米島局長的用印
- 圖案被認為是由喜久村郵局局長所設計。